# Thysanoessa inermis
Espèce
Thysanoessa inermis est une espèce de crustacés de la famille des Euphausiidae, faisant partie du zooplancton.